# Thomas Steiner (Autor)
Thomas Steiner (* 1961 bei Reutte in Tirol) ist ein österreichischer Schriftsteller.

## Leben
Thomas Steiner wurde bei Reutte (Tirol) geboren und studierte Physik in Graz. Nach mehreren Wohnortwechseln (Berlin, Rehovot/Israel, Neumarkt i. d. OPf.) lebt er derzeit in Neu-Ulm. Thomas Steiner ist Mitredakteur der Literaturzeitschrift außer.dem.

## Werke
- Einzeltitel
  - mein horizont ist der first der nachbarhäuser (gedichte). hochroth-Verlag, Berlin (2013)
  - störung der bilder (gedichte). IL-Verlag, Basel (2010)
- In Literaturzeitschriften und Anthologien (Auswahl)
  - In: Haiku hier und heute (Hrsg. R. Stolz und U. Wenzel), DTV, 2012
  - In: Jahrbuch der Lyrik, DVA, 2011, 2013
  - Kurzgeschichten in: Lichtungen Nr. 129 (2012)
  - Gedichte in: Signum Nr. 12/1 (2011)
  - Gedichte in: lauter niemand Nr. 11 (2011)
  - Gedichte in: Krautgarten Nr. 58 (2011)
  - Gedichte in: Der Maulkorb Nr. 5 (2008), Nr. 9 (2012), Nr. 11 (2013)

## Auszeichnungen
- 2011: Irseer Pegasus (3. Platz)[1]
- 2010: Literaturpreis der KulturHöhe Nidderau (1. Platz Lyrik)
- 2007: Feldkircher Lyrikpreis (4. Platz)